# 亞洲越野拉力賽
亞洲越野拉力賽（英文名：Asia Cross Country Rally，通用名：亞洲拉力賽/AXCR），是一項跨國際的越野拉力賽。第一場開始於1996年，最近的一場則是2024年，每年定期於8月份舉辦賽事，2020和2021年則因COVID-19停辦。亞洲越野拉力賽也如同達卡拉力賽相仿，皆為國際汽車聯合會（FIA）官方認可的越野拉力賽，是亞洲最大的越野拉力賽事。

## 比賽形式

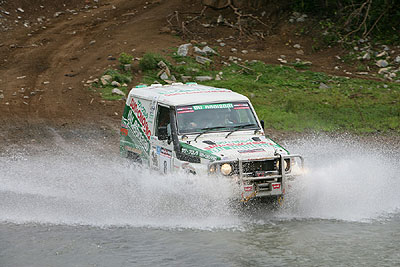
2008年錦標賽

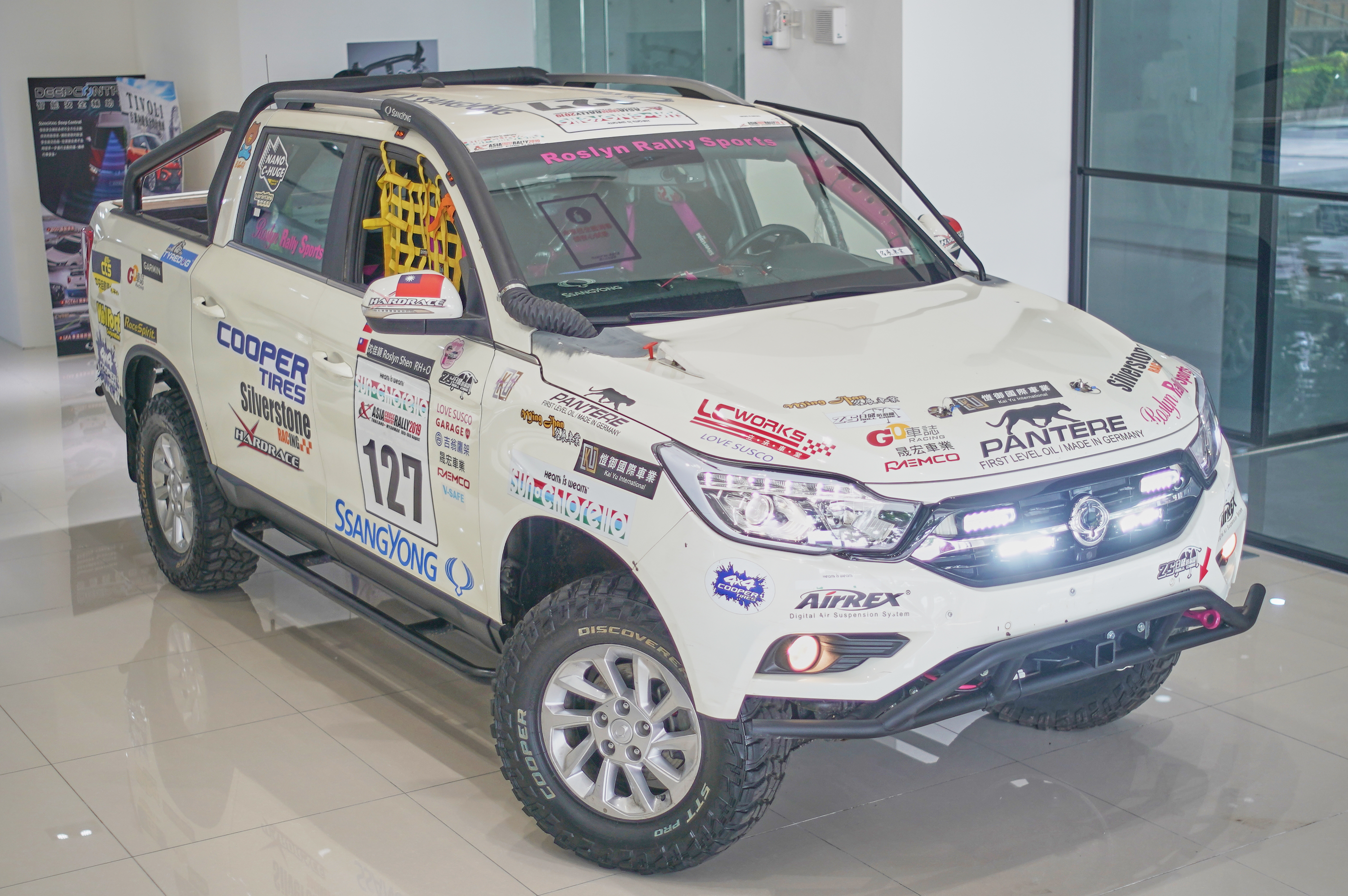
2019年比賽車Ssangyong Rexton Sports

亞洲越野拉力賽先後走過泰國、馬來西亞、新加坡、中華人民共和國雲南省、寮國、越南、柬埔寨和緬甸，該項賽事的路線每年都有所變化，因此跨國境的國家每年也都有變化，目的在於增加各種地形的難度，例如：叢林、沼澤、河道和沙漠，在過去幾年當中，每年幾乎涵蓋各種大自然的環境挑戰，每年為期六到九天的賽程，路程從2,000公里到4,200公里不等，是相當高難度的越野拉力賽。
如同所有的拉力賽事一樣，亞洲越野拉力賽同時也在試煉正駕駛和導航員的技能、耐力和團隊合作，以及四輪傳動車輛的準備、耐用度和臨場修復能力，因此亞洲越野拉力賽每年總會吸引許多四輪傳動越野愛好者的忠實擁護者。

## 歷年賽事

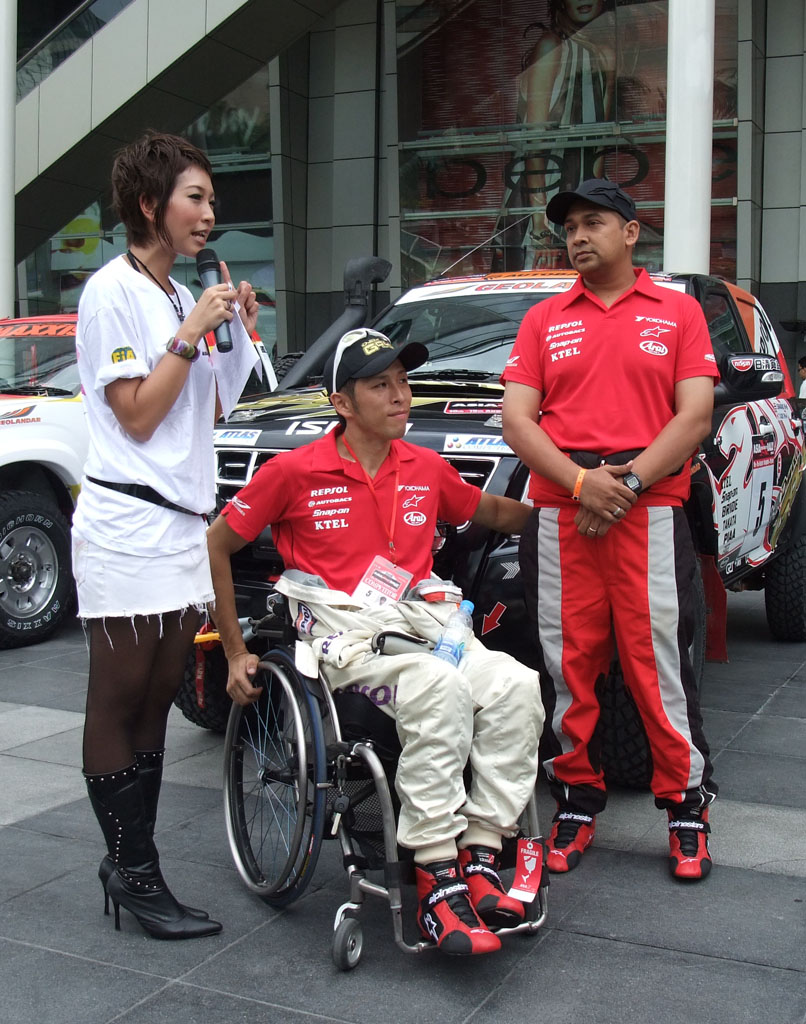
青木琢磨

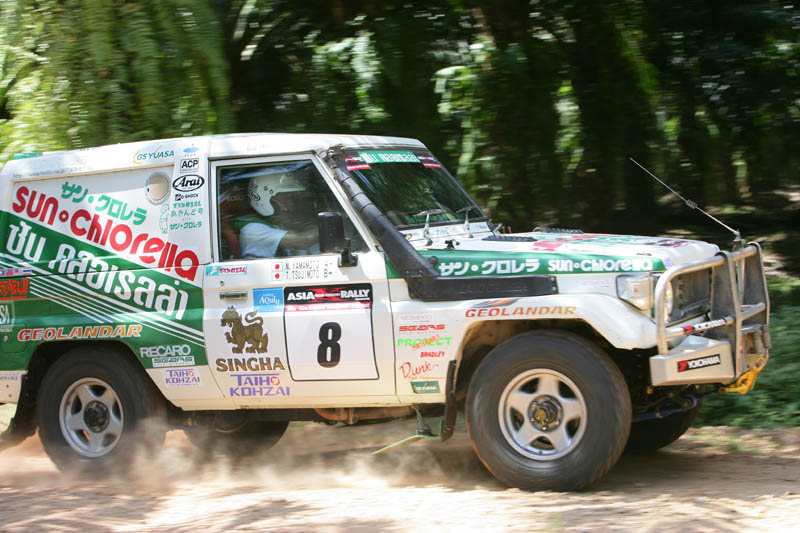
Norihiro Yamamoto駕駛以同輛車參加亞洲越野拉力賽，已經長達11年以上

| 年份 | 比賽期間      | 總里程數   | 越野路線                                                                          |
| ---- | ------------- | ---------- | --------------------------------------------------------------------------------- |
| 1996 | 8月25日至31日 | 2,000 公里 | 馬來西亞吉隆坡→檳城→哥打巴魯→關丹→瓜拉龍賓→新加坡→馬來西亞→馬六甲→吉隆坡          |
| 1997 | 8月9-16日     | 3,000 公里 | 馬來西亞吉隆坡→怡保→瓜拉登嘉樓→亞羅士打→泰國→普吉島→班武里府→碧差汶里→北碧府→曼谷 |
| 1998 | 8月8-15日     | 3,200 公里 | 馬來西亞吉隆坡→金馬倫高原→檳城→泰國→素叻他尼→華欣→大城府→素可泰→夜豐頌→清邁       |
| 1999 | 8月7-14日     | 3,500 公里 | 馬來西亞吉隆坡→黑木山→泰國→甲米→春蓬→北碧府→曼谷→碧差汶→廊開→寮國永珍             |
| 2000 | 8月5-13日     | 4,200 公里 | 馬來西亞吉隆坡→雙溪大年→泰國→素叻他尼→七岩→大城府→帕府→清萊→緬甸景棟→……中國景紅   |
| 2001 | 8月11-17日    | 3,000 公里 | 泰國曼谷→芭堤雅→尖竹汶→北衝→孔敬→沙功那空→沙灣拿吉→越南順化                       |
| 2002 | 8月3-9日      | 3,000 公里 | 泰國曼谷→北碧府→那空沙旺→孔敬→呵叻→沙繳→柬埔寨吳哥窟                              |
| 2003 | 8月8-14日     | 3,000 公里 | 泰國曼谷→北碧府→七岩→春蓬→素叻他尼→合艾→馬來西亞雙溪大年→吉隆坡                   |
| 2004 | 8月7-13日     | 2,900 公里 | 泰國曼谷→碧差汶→寮國永珍→泰國廊開→孔敬→巴衝縣→曼谷                                |
| 2005 | 8月6-12日     | 3,400 公里 | 泰國曼谷→大城府→湄索→夜豐頌→清萊→素可泰→呵叻→芭塔亞                               |
| 2006 | 8月6-12日     | 2,513 公里 | 泰國曼谷→巴真府→亞蘭→呵叻→穆達漢→寮國沙瓦那吉→巴色→泰國烏汶叻差他尼               |
| 2007 | 8月5-10日     | 2,250 公里 | 泰國碧武里府→北碧府→阿瑜陀耶→碧差汶→呵叻→春武里                                   |
| 2008 | 8月10-15日    | 2,200 公里 | 泰國曼谷→北碧→華欣→春蓬→素叻他尼→董裡→普吉島                                      |

## 台灣參賽車手
- 陳和皇[1][2]
- 沈佳穎[3]

## 外部連結
- 官方网站
- FIA官方網站 （页面存档备份，存于）